# Kazuaki Koezuka
Kazuaki Koezuka (肥塚 一晃 Koezuka Kazuaki?,  nacido el 10 de febrero de 1967 en Osaka) es un exfutbolista japonés que se desempeñaba como centrocampista.

## Trayectoria

### Clubes
| Club               | País  | Año         |
| ------------------ | ----- | ----------- |
| Gamba Osaka        | Japón | 1989 - 1993 |
| Kyoto Purple Sanga | Japón | 1994        |

## Palmarés

### Títulos nacionales
| Título             | Club        | País  | Año  |
| ------------------ | ----------- | ----- | ---- |
| Copa del Emperador | Gamba Osaka | Japón | 1990 |